# Ždírec (Liberec)
Ždírec é uma comuna checa localizada na região de Liberec, distrito de Česká Lípa‎.